# Coccinia schliebenii
Coccinia schliebenii är en gurkväxtart som beskrevs av Hermann August Theodor Harms. Coccinia schliebenii ingår i släktet Coccinia, och familjen gurkväxter. Inga underarter finns listade i Catalogue of Life.